# منتخب هولندا لكرة الماء للسيدات
منتخب هولندا لكرة الماء للنساء هو المنتخب الذي يمثل هولندا في منافسات كرة الماء للنساء، يعتبر من أقوى منتخبات كرة الماء النسائية في العالم حيث تمكن من الفوز ب 1 ذهبية في الألعاب الأولمبية ، كما فاز بألعاب السباحة مرة واحدة و8 مرات بكأس العالم لكرة الماء للنساء (فينا).

## وصلات خارجية
- الموقع الرسمي